# Saulo Decarli
Saulo Igor Decarli (ur. 4 lutego 1992 w Locarno) – szwajcarski piłkarz występujący na pozycji obrońcy w niemieckim klubie VfL Bochum. Wychowanek Bellinzony, w trakcie swojej kariery grał także w takich zespołach, jak Locarno, Chiasso, Livorno, Avellino 1912, Eintracht Brunszwik oraz Club Brugge. Młodzieżowy reprezentant Szwajcarii.